# Rijssen-Holten
Rijssen-Holten  è un comune neerlandese di 37 082 abitanti situato nella provincia di Overijssel.